# Сухокучерявка вусата
{{#ifeq:0|0|{{#if:Dicranoweisia cirrata|{{#if:|[[]}}|[[]]}}}}
Сухокучерявка вусата (Dicranoweisia cirrata) — вид мохів порядку дикранальних (Dicranales).

## Поширення
Батьківщиною є Європа, Африка, Північна Америка, Азія.
Росте на стовбурах дерев і колодах; рідко в ущелинах скель, на дольменах, валунах, солом'яних дахах і на багатому гумусом піску, останній особливо в прибережних дюнах; 1–1850 метрів.

## Характеристика
Листя хрусткі та загнуті, коли висихають, краї плоскі до вузько загнутих або загнутих посередині, 1-шаруваті, за винятком країв у дистальній половині, клітини гладкі. Часте спеціалізоване безстатеве розмноження, багатоклітинні гемми часті на абаксіальній поверхні листків. Вузькі овальні гладкі блідо-коричневі коробочки розташовані на прямих жовтуватих ніжках ≈ 1 см завдовжки. Коробочки дозрівають пізно восени — взимку.

## Галерея

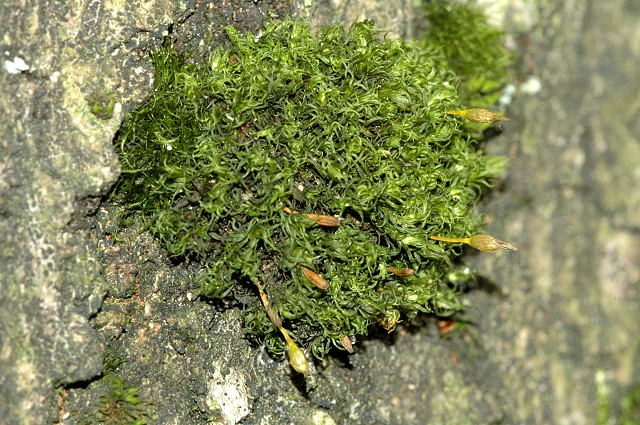
Загальний вигляд
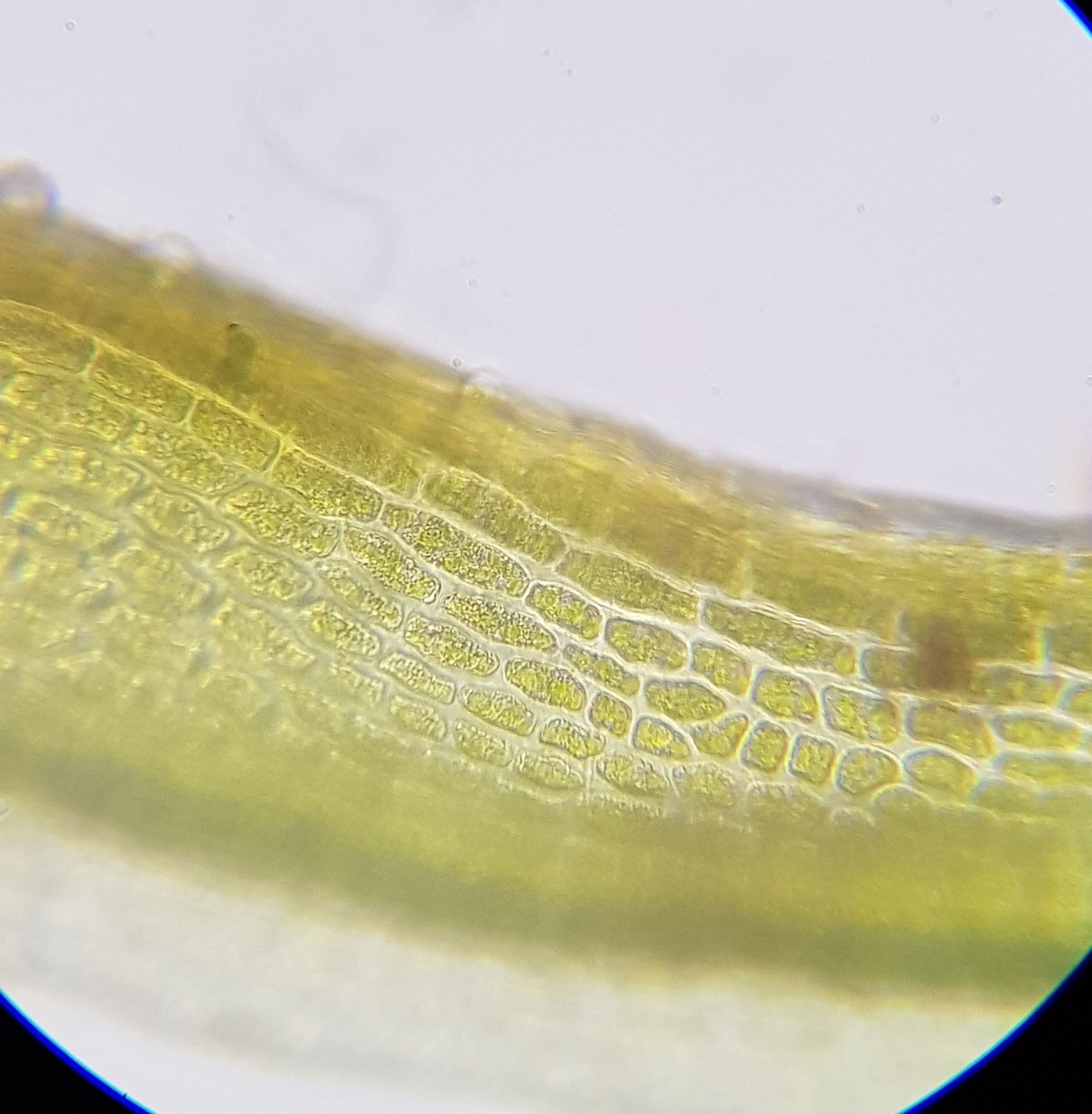
Листок
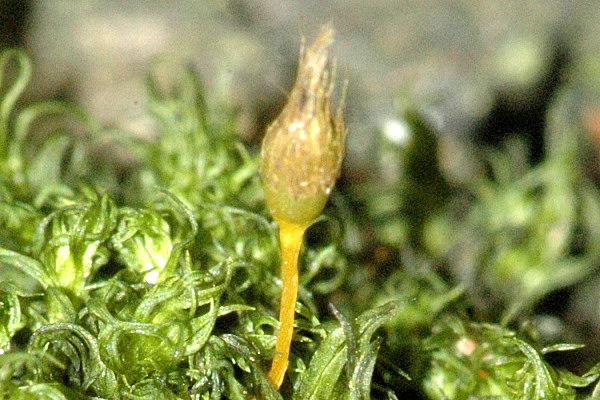
Коробочка
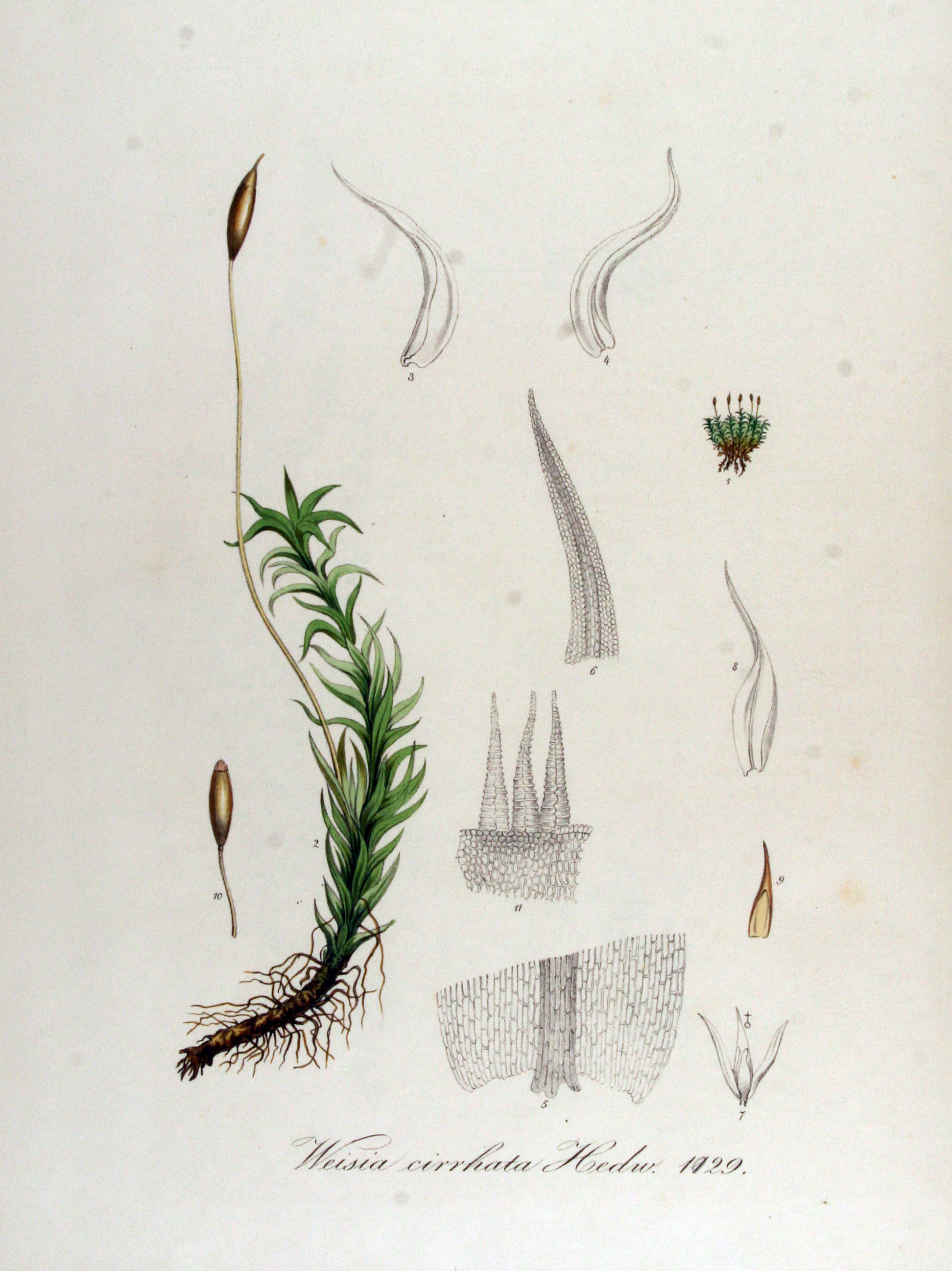
Ілюстрація